# Les Dirouilles
Les Dirouilles (Jèrriais: Les Dithouïl'yes) sunt un grup de roci la nord-vest de Insula Jersey în apropierea insulelor Ecréhous. Sunt insule mareeice, în majoritate acoperite în perioada mereelor înalte. 